# Gotthard Graubner
Gotthard Graubner (Erlbach, 13 de junio de 1930 - Neuss, 24 de mayo de 2013) fue un pintor contemporáneo alemán. 

## Biografía
Graubner nació en Erlbach, Sajonia, República de Weimar, en 1930. Estudió en la Academia de las Artes de Berlín (1947-48) y en la de Dresde (1948-49). Dejó Alemania Oriental en 1954. Estudió en la Academia de Artes de Düsseldorf (1954-59). En 1965 obtuvo un nombramiento para la Academia de Bellas Artes de Hamburgo de la que en 1969 se convirtió en profesor. En 1988 realizó pinturas encargadas por el presidente Federal de Alemania, dos grandes obras para el Palacio de Bellevue de Berlín, la sede del presidente de la República Federal. Entre 1976 y 1992 desempeñó el cargo de profesor en la Academia de Düsseldorf.
Su obra Piel negra fue seleccionada como una dentro del programa 100 Great Paintings («100 grandes pinturas») de la BBC en 1980. 
Desde 1996 era miembro de la Academia de Artes Sajona con sede en Dresde.
Falleció el 24 de mayo de 2013, a los 82 años.

## Estilo
Gotthard Graubner fue un artista que se caracteriza por una filosodía única y el uso del color en su obra. Comenzó a desarrollar un estilo propio en 1955. Antes de esa fecha, su obra se distinguía por emplear el color con moderación en formas y bordes del lienzo. Entre 1955 y 1957, Graubner experimentó con diferentes enfoques hacia el color. Experimentó con acuarela y más tarde lienzo. En lugar de centrarse en formas de color geométricas, se centró en usar el color profusamente. 
En los sesenta, Graubner comenzó a crear obras en las que había cojines de color del tamaño del cuadro montados sobre ellos y más tarde los cubrió con tejido de nailon. Son los Kissenbilder (cuadros cojín). Esto era un intento de reforzar el efecto espacial de las superficies de color. Más tarde fueron expuestas en la galería de Alfred Schmela en Düsseldorf.
En 1970 realizó la obra Espacio de niebla. El estilo de Graubner nunca fue interrumpido por las tendencias o estilos a la moda. Desarrolló su propio estilo de hacer que el color fuera el medio de la obra en sí. Permite que su obra funcione con independencia de cualquier tipo de representación o tema. Su anterior concepto de intensidad de color siguió evolucionando en su obra.

## Premios
Recibió el Premio August Macke de la ciudad de Meschede y el premio de arte norte-alemán en 1988. En 2001, fue recompensado con el premio Otto Ritschl. Su obra fue mostrada en el Museo de Wiesbaden.